# Schwarzbrust-Regenpfeifer

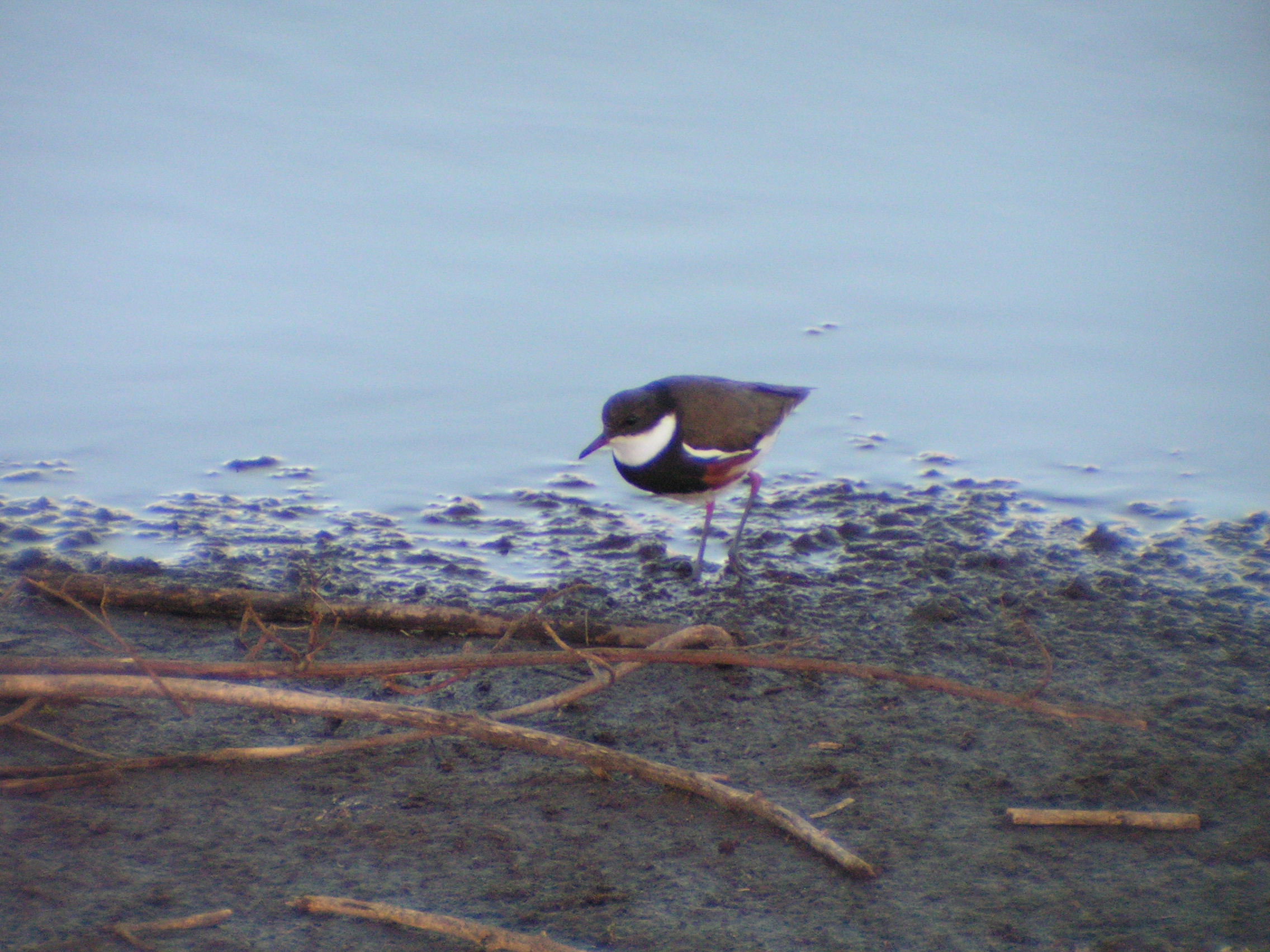
Schwarzbrust-Regenpfeifer bei der Nahrungssuche

Der Schwarzbrust-Regenpfeifer (Erythrogonys cinctus) oder Schwarzbrustregenpfeifer ist eine Vogelart aus der Familie der Regenpfeifer (Charadriidae) innerhalb der Ordnung der Regenpfeiferartigen. Er ist die einzige Art der damit monotypischen Gattung Erythrogonys und kommt von Tasmanien über Australien bis nach Neuguinea vor.

## Merkmale
Der Schwarzbrust-Regenpfeifer erreicht eine Körperlänge von 17 bis 19,5 Zentimetern und ein Gewicht von 40 bis 55 Gramm. Die Flügelspannweite beträgt 33 bis 38 Zentimeter. Er hat einen mäßig langen, sich nach vorne verjüngenden Schnabel und lange Beine. Durch seine auffällige Färbung und Musterung ist er mit keiner anderen Art zu verwechseln.
Im Adultkleid hat er eine schwarze Kappe, die sich nach hinten bis in den Nacken erstreckt. Ein sehr breites schwarzes Brustband setzt am Nacken an und umschließt den weißen Vorderhals und die Kehle. An den Flanken setzt sich das Brustband in Form eines Streifens jeweils ein kleines Stück weit nach hinten fort und geht in einen rotbraunen Streifen über. Zwischen dem Handgelenk und dem Brustband sowie den Flanken befindet sich ein schmales weißes Längsband. Mantel und Flügeloberseiten sind dunkel olivbraun. Die Unterschwanzdecken sind dunkelbraun, rotbraun und weiß gestreift. Im Flug fallen sofort das Brustband und der Flankenstreif auf. Die Spitzen der Armschwingen und der inneren Handschwingen sind weiß, bilden also einen hellen Flügelhinterrand. Die Handdecken auf der Unterseite sehen schwarz aus. Der weiße, kurze Schwanz hat in der Mitte einen ausgedehnten schwarzen Fleck.
Die Iris ist schwarz; der Schnabel hat eine rosafarbene oder rötliche Färbung und eine schwarze Spitze, die am unteren Oberkiefer-Rand grau ausläuft. Die Beine sind zweifarbig: Die Füße sind grau und der Unterschenkel sowie das Intertarsalgelenk rosa. Daher rührt auch der englische Name Red-kneed Dotterel. Die Füße überragen im Flug den Schwanz deutlich.
Im Jugendkleid sind die schwarzen Stellen im Gefieder hell graubraun. Auch der Mantel und die Flügel sind heller, hier tragen die Federn weiße Ränder, das Gefieder wirkt geschuppt. Vom Brustband und den Flankenstreifen ist nur eine blassgraue Färbung zu sehen.
Es besteht kein Geschlechtsdimorphismus.

## Lebensweise
Der Schwarzbrust-Regenpfeifer kommt einzeln, paarweise, in Familiengruppen oder in kleinen bis großen Schwärmen vor. Seine Nahrung besteht aus Samen, Weichtieren, Ringelwürmern, Spinnen und Insekten.
Als Brutrevier wird mehrmals dasselbe Gebiet genutzt, es kann aber auch von Jahr zu Jahr zu Verlagerungen kommen. Er brütet einzeln, häufiger aber in kleinen Kolonien von bis zu 30 Paaren. Brutzeit ist zwischen August und April; meistens im Australischen Frühling und Sommer, in der übrigen Zeit richtet er sich nach dem Regen. Über die Paarbindung (z. B. monogam, polygam) ist nichts bekannt. Das Nest ist eine flache Bodenmulde, mit Gras und anderen Pflanzenteilen ausgelegt. Zum Schutz vor Nesträubern wird es unter der umgebenden Vegetation versteckt, zum Beispiel unter Grasbüscheln. Es werden zwei bis fünf, in der Regel vier, Eier gelegt. Die Brutdauer und das Alter, mit dem die Jungvögel die Flugfähigkeit erreichen, sind auch nicht dokumentiert. Beide Altvögel beteiligen sich an der Brut und Jungenaufzucht. Die Küken werden aber nicht von den Eltern gefüttert, sondern suchen selbständig Nahrung. Kommt es zum Eindringen eines Beutegreifers ins Brutrevier, wird dieser von den Altvögeln vom Nest abgelenkt. Dieses Ablenkungsverhalten zeigen auch viele andere Watvögel.
Der Alarmruf kann mit wit-wit oder chet-chet umschrieben werden. Er wird auch beim Auffliegen und im Flug geäußert. Bei Gefahr und während des Ablenkens von ins Brutgebiet eingedrungenen Beutegreifern ruft der Vogel trillernd prr prip-prip.

## Lebensraum und Verbreitung
Der Lebensraum des Schwarzbrust-Regenpfeifers sind dauerhafte oder temporäre, seichte Süßgewässer im Binnenland oder in Küstennähe. An Brack- oder Salzwasser ist er selten. Er kommt in Australien, im südlichen Neuguinea, auf Tasmanien, Kangaroo Island und den Torres Strait Islands vor. Er ist überall verbreitet, wo er geeignete Lebensräume vorfindet. Auch Gebiete fernab von Küsten werden besiedelt.

## Gefährdung
Die International Union for Conservation of Nature and Natural Resources (IUCN) führt den Schwarzbrust-Regenpfeifer in der Kategorie LC (nicht gefährdet).